# Gara Andreneasa
Gara Andreneasa este o stație de cale ferată care deservește comuna Răstolița, județul Mureș, România.